# Rotor de helicóptero

Animación de un rotor de helicóptero

Rotor del modelo Bell 212/HH-1N

Museo único en todo el mundo. Praga

Un rotor de helicóptero es la parte rotativa de un helicóptero que genera la sustentación aerodinámica. El rotor de helicóptero, también llamado el sistema rotor, normalmente hace referencia al rotor principal del helicóptero que está montado en un mástil vertical sobre la parte superior del helicóptero, aunque también puede referirse al rotor de cola. Un rotor generalmente está compuesto de dos o más palas. En los helicópteros, el rotor principal proporciona tanto la fuerza de sustentación como la de empuje, mientras que el rotor de cola proporciona empuje para compensar el par motor que genera el rotor principal.

## Historia y desarrollo

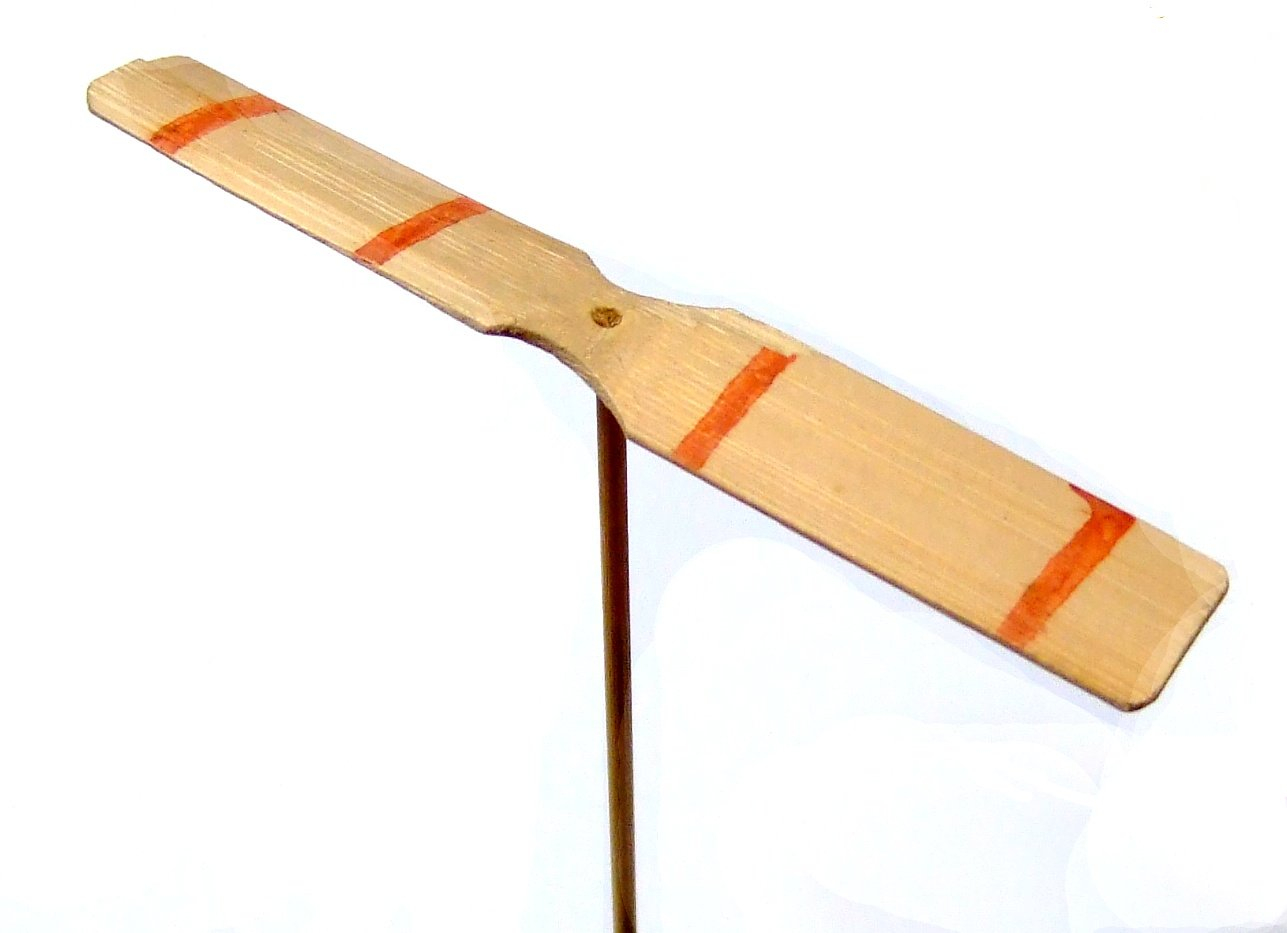
Un taketombo japonés decorado.

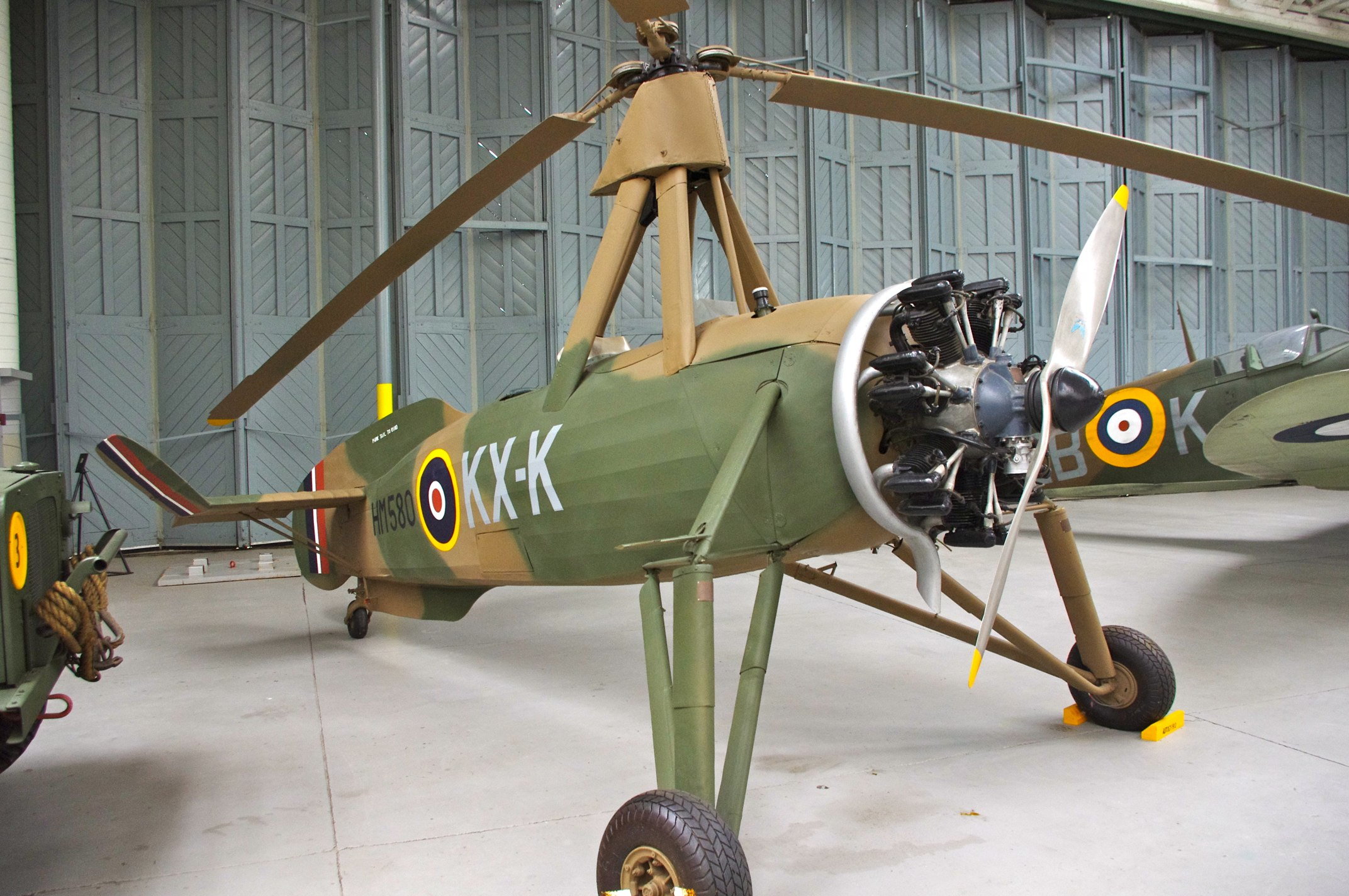
Autogiro Cierva C30A.Imperial War Museum. Duxford

El uso de un rotor para vuelo vertical existe desde el siglo IV a. C. en forma de taketombo, un antiguo juguete chino. El taketombo se hace girar haciendo rodar un palo unido al rotor. El giro crea una elevación, y el juguete vuela cuando se suelta. El libro del filósofo Ge Hong, Baopuzi, escrito alrededor del año 317, describe el uso apócrifo de un posible rotor: «Algunos han hecho volar máquinas [feiche 飛車] con madera de la parte interna del árbol de la azufaifa, usando cuero de buey (correas) sujetas a las cuchillas de retorno para poner a la máquina en movimiento.» Leonardo da Vinci diseñó una máquina conocida como tornillo aéreo, con un rotor basado en el tornillo de agua. El plímata ruso Mijaíl Lomonósov desarrolló un rotor basado en el juguete chino. El naturalista francés Christian de Launoy construyó su rotor con plumas de pavo. Sir George Cayley, inspirado por el juguete chino de su infancia, creó múltiples máquinas de vuelo vertical con rotores hechos de hojas de estaño. Alphonse Pénaud desarrollaría más tarde, en 1870, juguetes con rotor coaxial, impulsados por bandas de goma. Unp de ellos, regalado por su padre, inspiraría a los hermanos Wright a perseguir el sueño de volar.
Antes del desarrollo de los helicópteros de mediados del siglo XX, el pionero del autogiro, Juan de la Cierva investigó y desarrolló muchos de los fundamentos del rotor. A De la Cierva se atribuye el exitoso desarrollo de los sistemas de rotor de múltiples palas, totalmente articulados
El primer intento feliz de un rotor de helicóptero con un solo elevador utilizó un rotor principal de cuatro palas, diseñado por los ingenieros soviéticos Boris N. Yuriev y Alexei M. Cheremukhin, del Instituto Central de Aerohidrodinámica N. Y. Zhukovski, cercano a Moscú, en los años 1930. Su  helicóptero TsAGI 1-EA fue capaz de volar en pruebas a baja altura en los años 1931–32, y Cheremukhin se elevó a 605 metros en agosto de 1932.
En la década de 1930, Arthur Young mejoró la estabilidad de los sistemas de rotor de dos palas con la introducción de una barra estabilizadora. Este sistema fue utilizado en varios modelos de helicópteros Bell y Hiller. La variante Hiller, que utiliza paletas con sistema de sustentación en los extremos se ha utilizado en muchos de los primeros diseños de helicópteros de control remoto, desde sus orígenes en la década de 1970 hasta principios del siglo XXI.

## Tipo de rotor

### Articulado
Utiliza articulaciones para reducir los esfuerzos a los que se ven sometidas las palas y que pueden transmitirse indebidamente a la cabeza del rotor. Son sistemas de rotor con tres o más palas en los que se emplean articulaciones para el batimiento (disminución del ángulo de ataque de la pala que avanza y aumento de la que retrocede), el paso (aumento del ángulo de paso de la pala) y el arrastre (avance o retroceso de las palas individualmente para la conservación del momento angular).
La articulación de batimiento fue debida a los trabajos de investigación del ingeniero español Juan de la Cierva en el vuelo y desarrollo de autogiros. Durante sus trabajos se dio cuenta de que existe una "asimetria de sustentación" en el vuelo de avance entre la pala que avanza y la que retrocede, por lo que optó por dotar de una articulación de batimiento para que los dos lados del rotor alcancen su propio equilibrio de fuerzas. Sin el desarrollo de esta articulación no hubiera sido posible el desarrollo de los helicópteros, que, aunque las palas son activas (en lugar de pasivas) se encuentran con el mismo problema.

### Rígido (sin articulaciones)
El eje de giro y el buje están unidos formando una sola pieza y las palas están encastradas rígidamente al buje, teniendo solamente la libertad de giro sobre su eje longitudinal para la variación del paso. Las ventajas de este sistema son su sencillez y robustez mecánica. El material que compone la pala realiza los movimientos de batimiento, paso y arrastre por esfuerzo del material. Suelen ser helicópteros ágiles y de rápida respuesta como el BO-105.

### Semirrígido (basculante)
Se permite a las palas un ligero batimiento vertical individual. Todo el conjunto pivota, de manera que la pala que avanza asciende para disminuir su ángulo de ataque y por ende su sustentación y la que retrocede desciende para aumentar ángulo de ataque y sustentación equilibrándose así la disimetría de sustentación creada por el movimiento traslacional. Este sistema solamente es posible en rotores de dos palas. El problema que surge es que los encastres de las palas se ven sometidos a esfuerzos considerables de flexión.

### Rotor principal individual

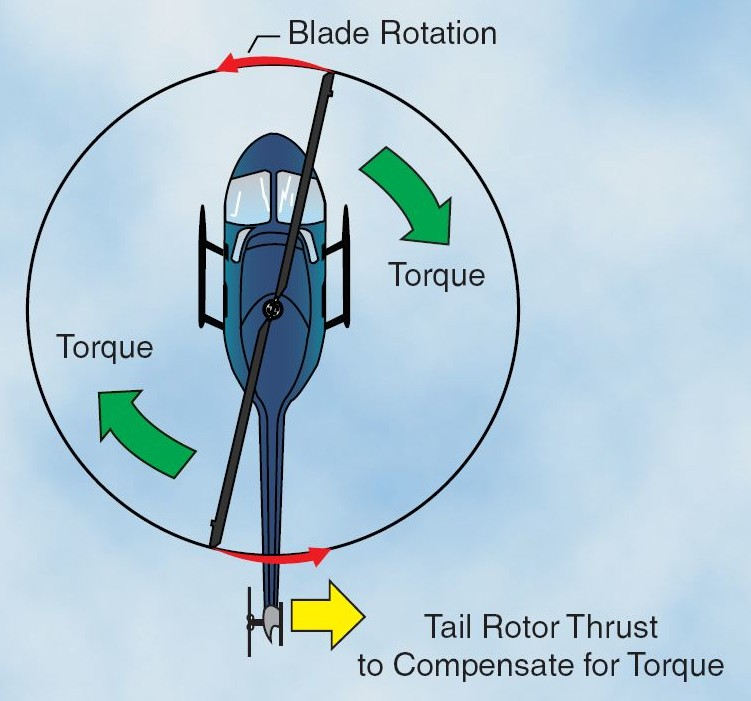
Compensación del par motor generado por el rotor principal mediante un rotor antipar.

#### Con rotor de cola

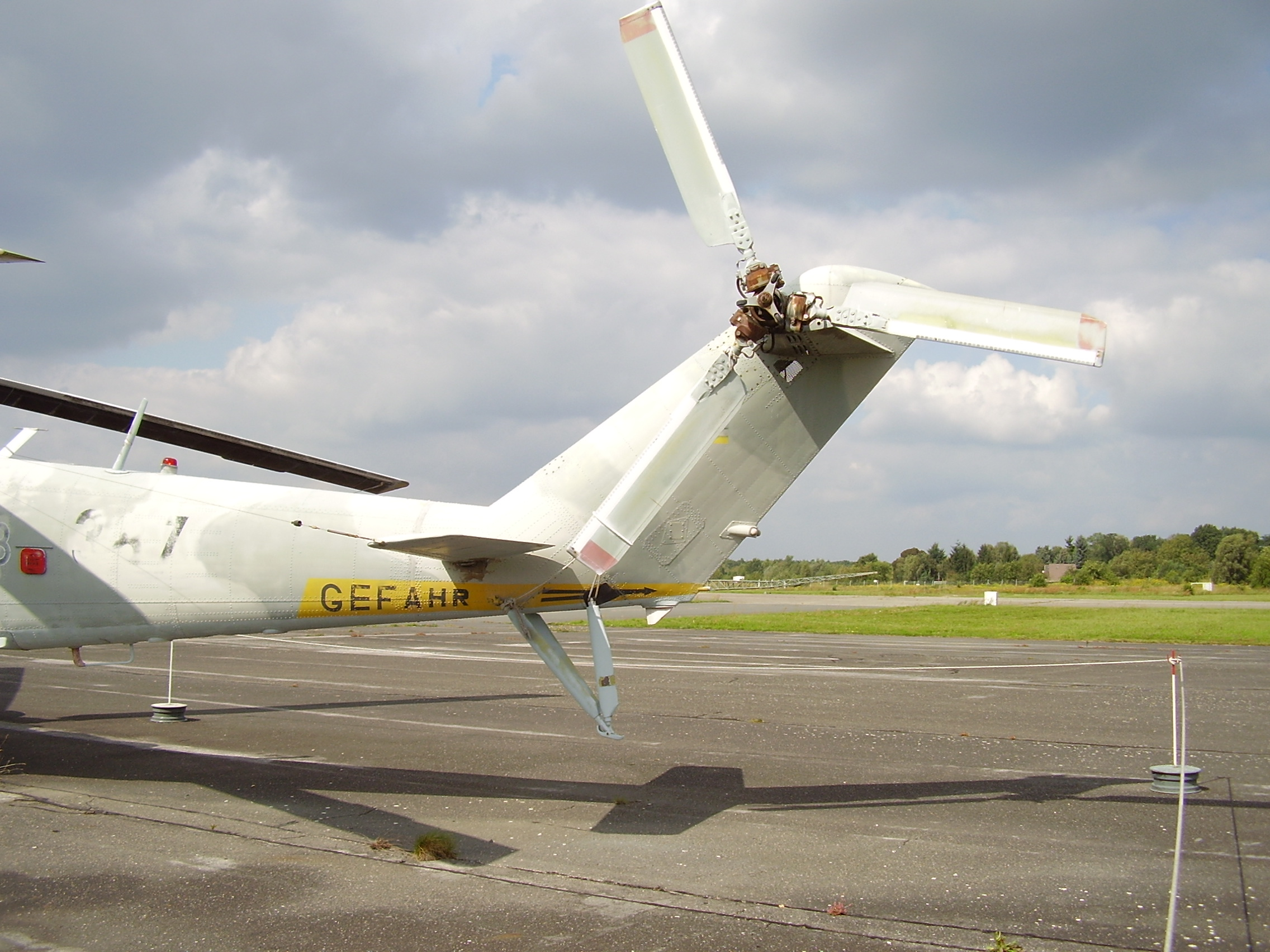
Rotor de cola de tres palas en un Mil Mi-24.

#### Con rotor antipar o encapsulado

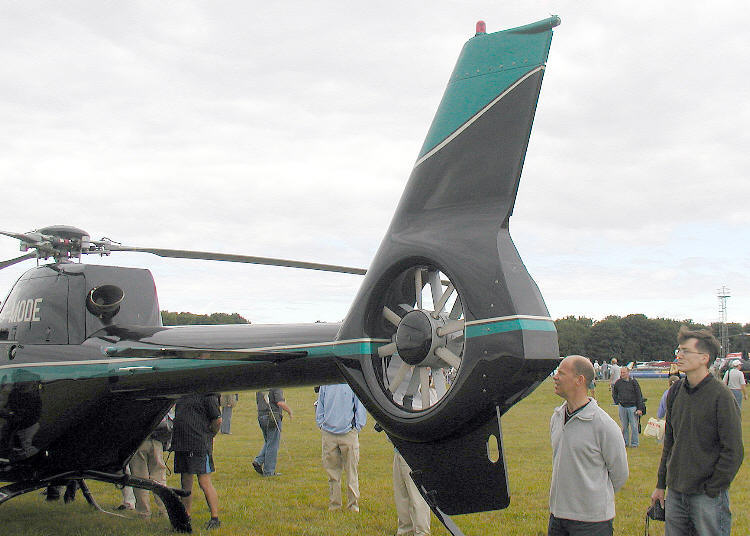
Fenestron en un Eurocopter EC 120B.

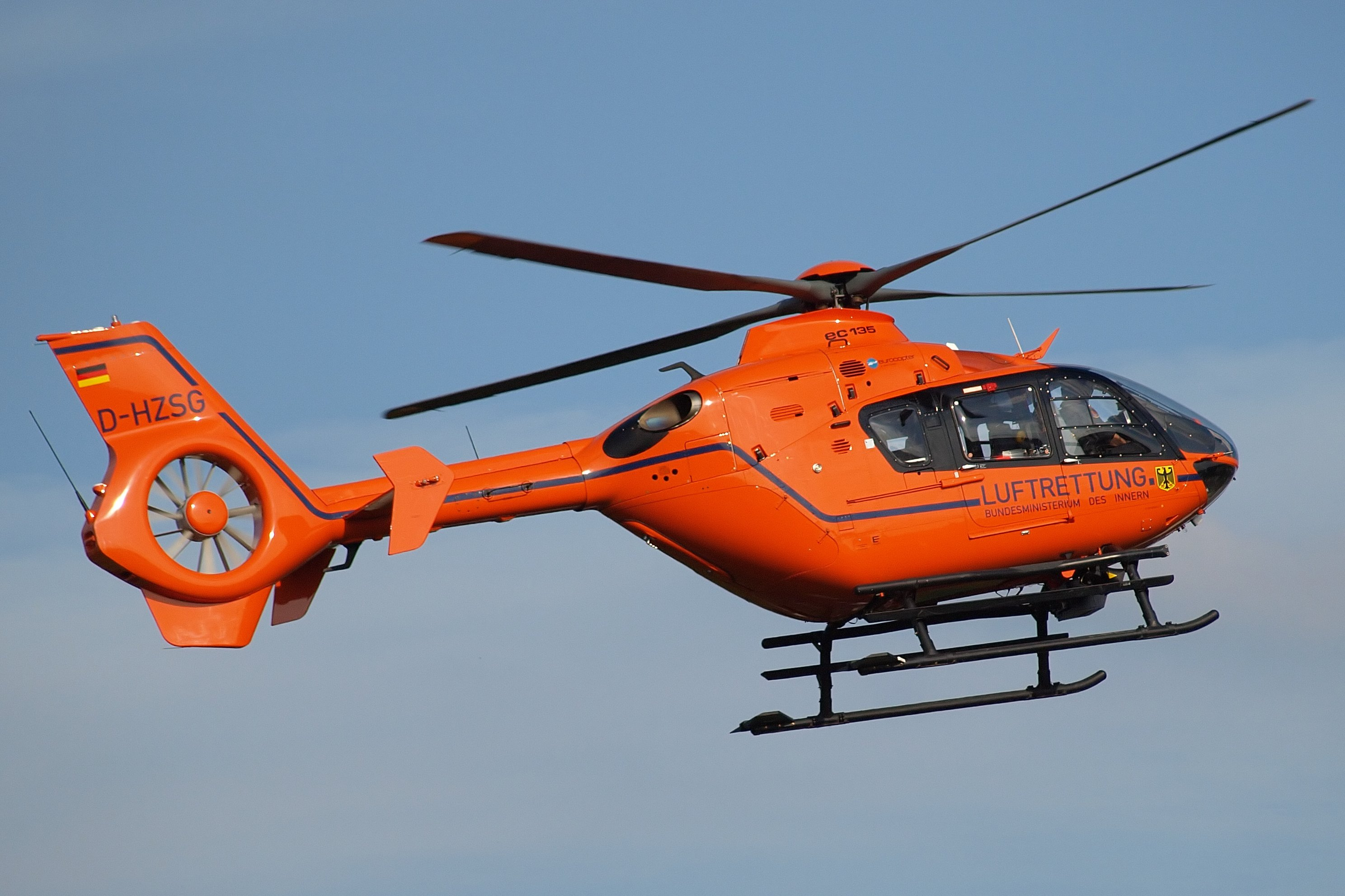
Eurocopter EC 135.

#### Con sistema NOTAR

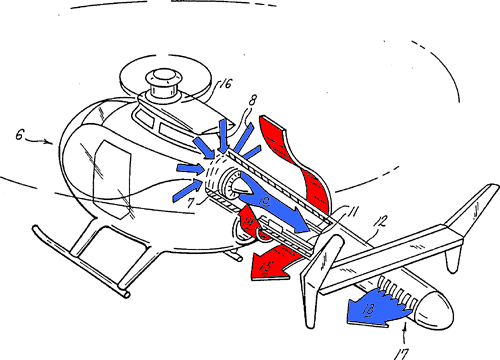
Diagrama de funcionamiento del sistema NOTAR.

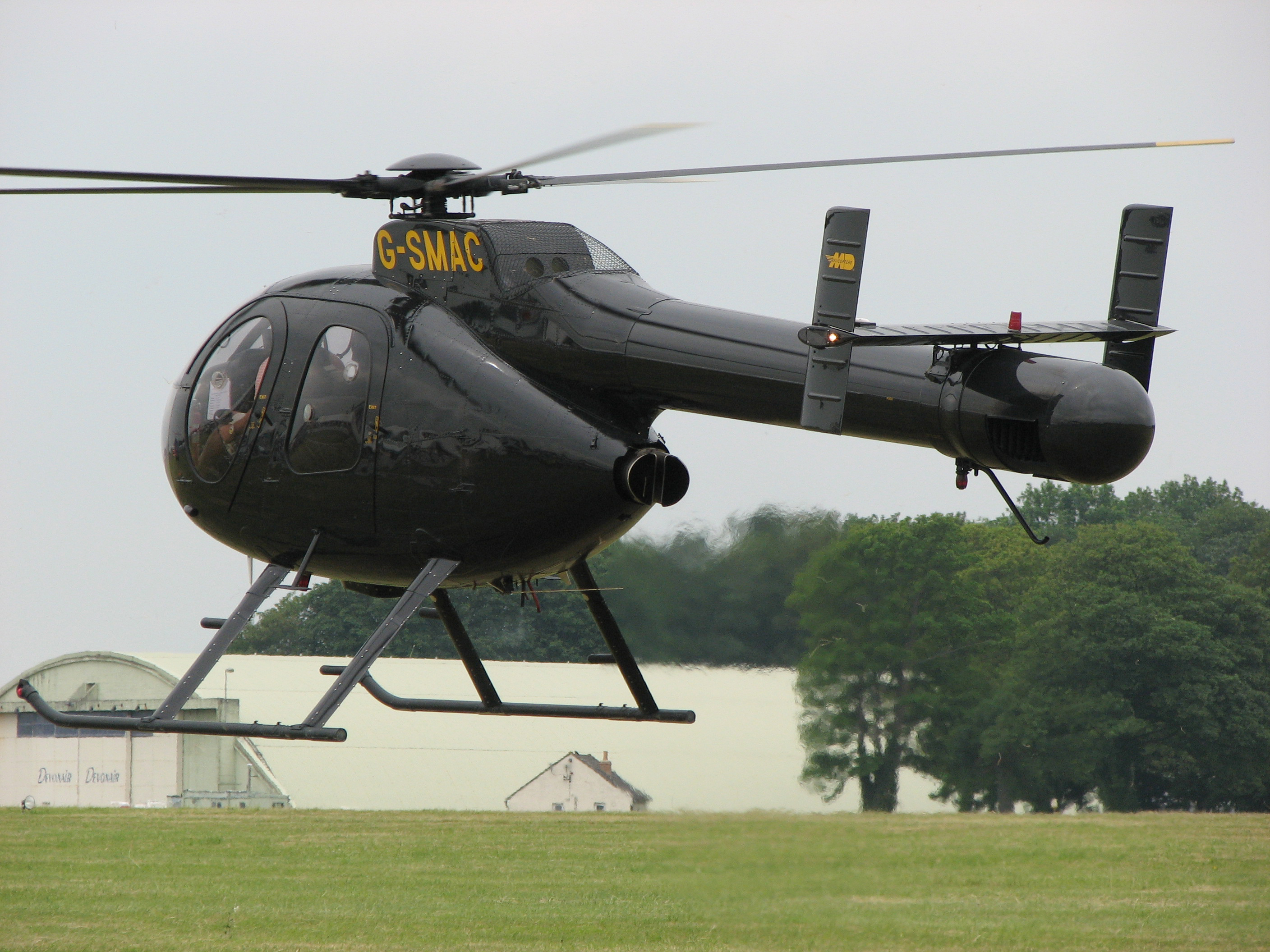
MD Helicopters 520N

#### En tándem

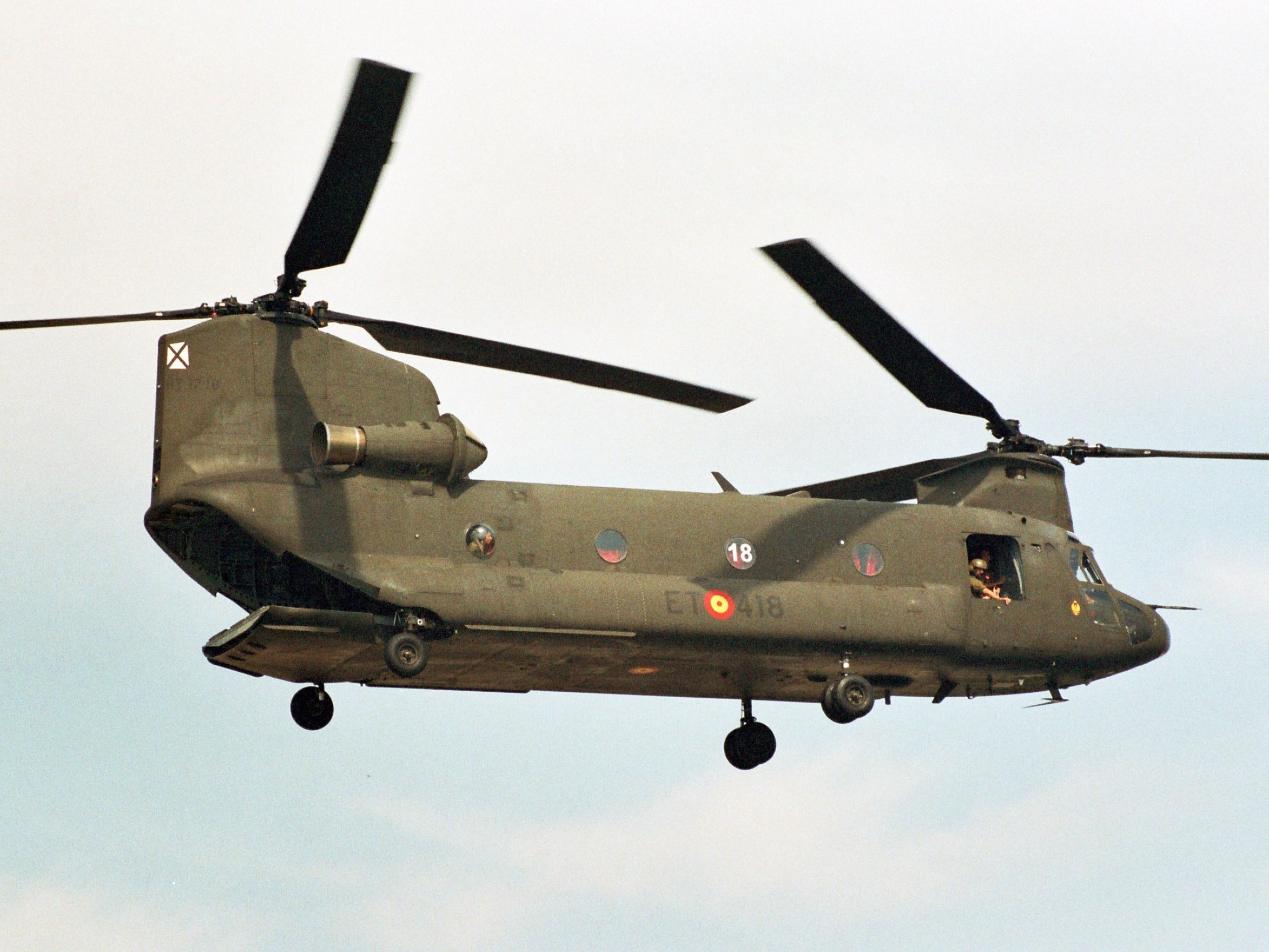
CH-47 Chinook.

#### Coaxiales

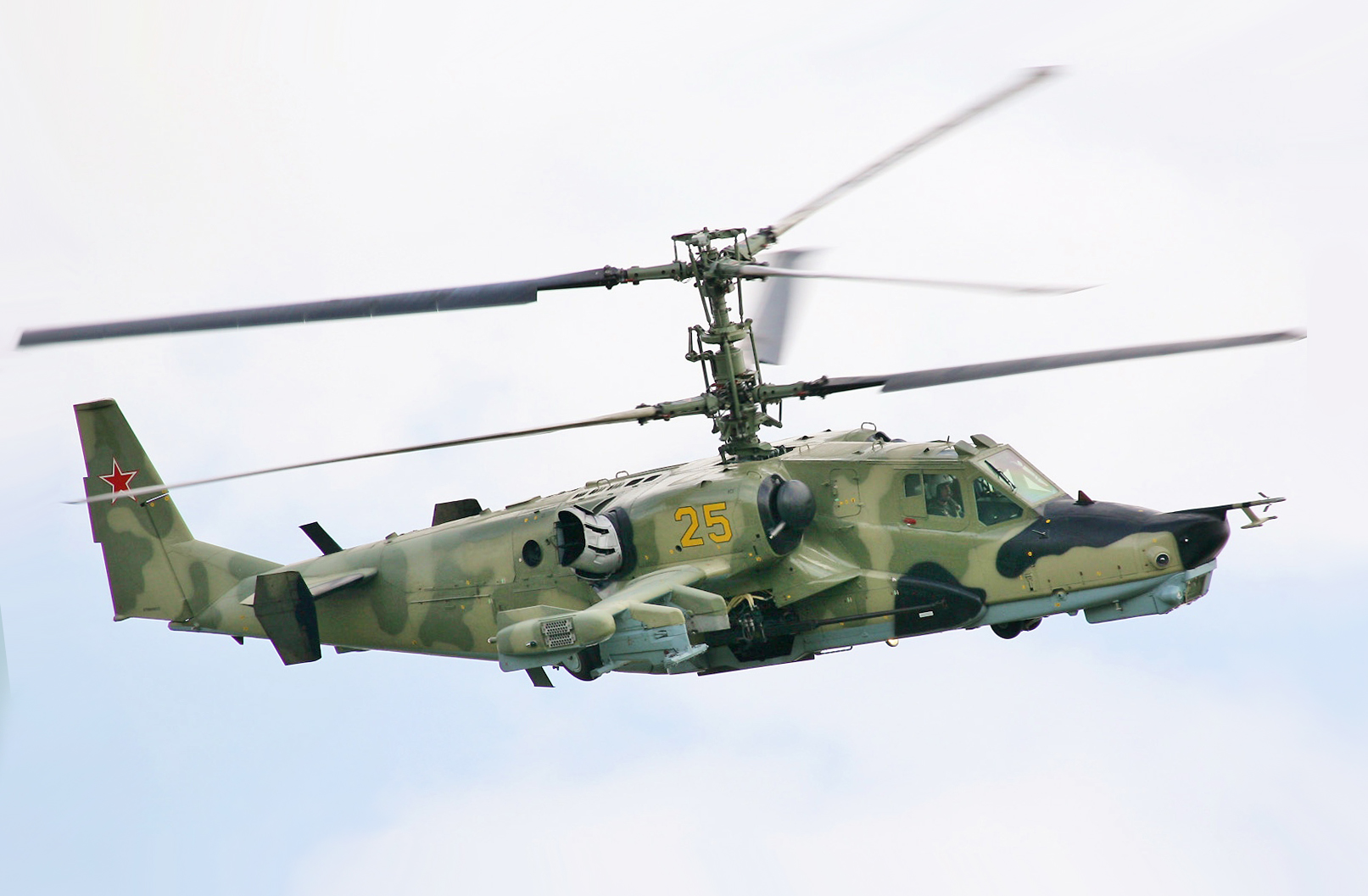
Kamov Ka-50.

#### Entrecruzados

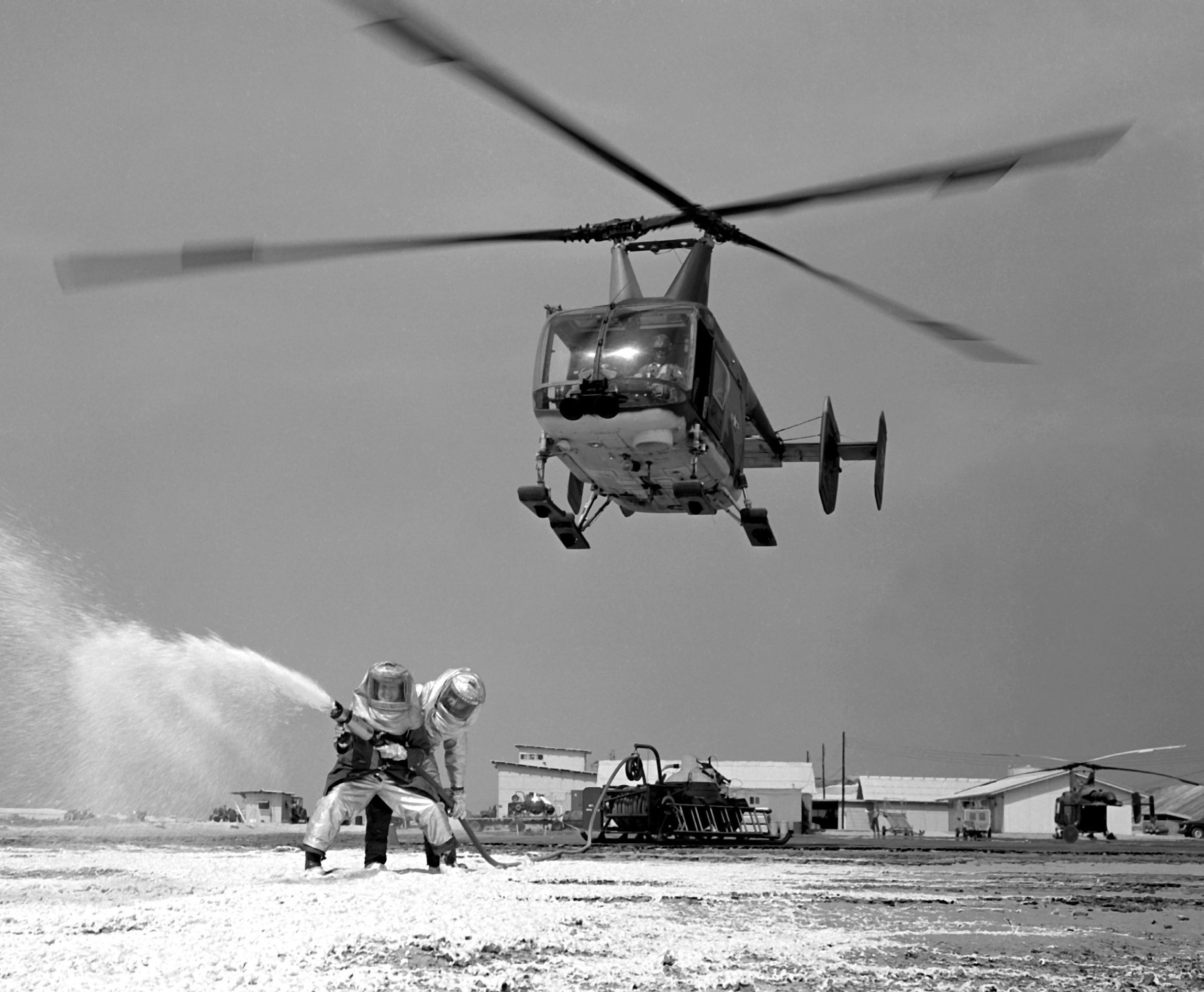
HH-43 Huskie.

#### Transversales

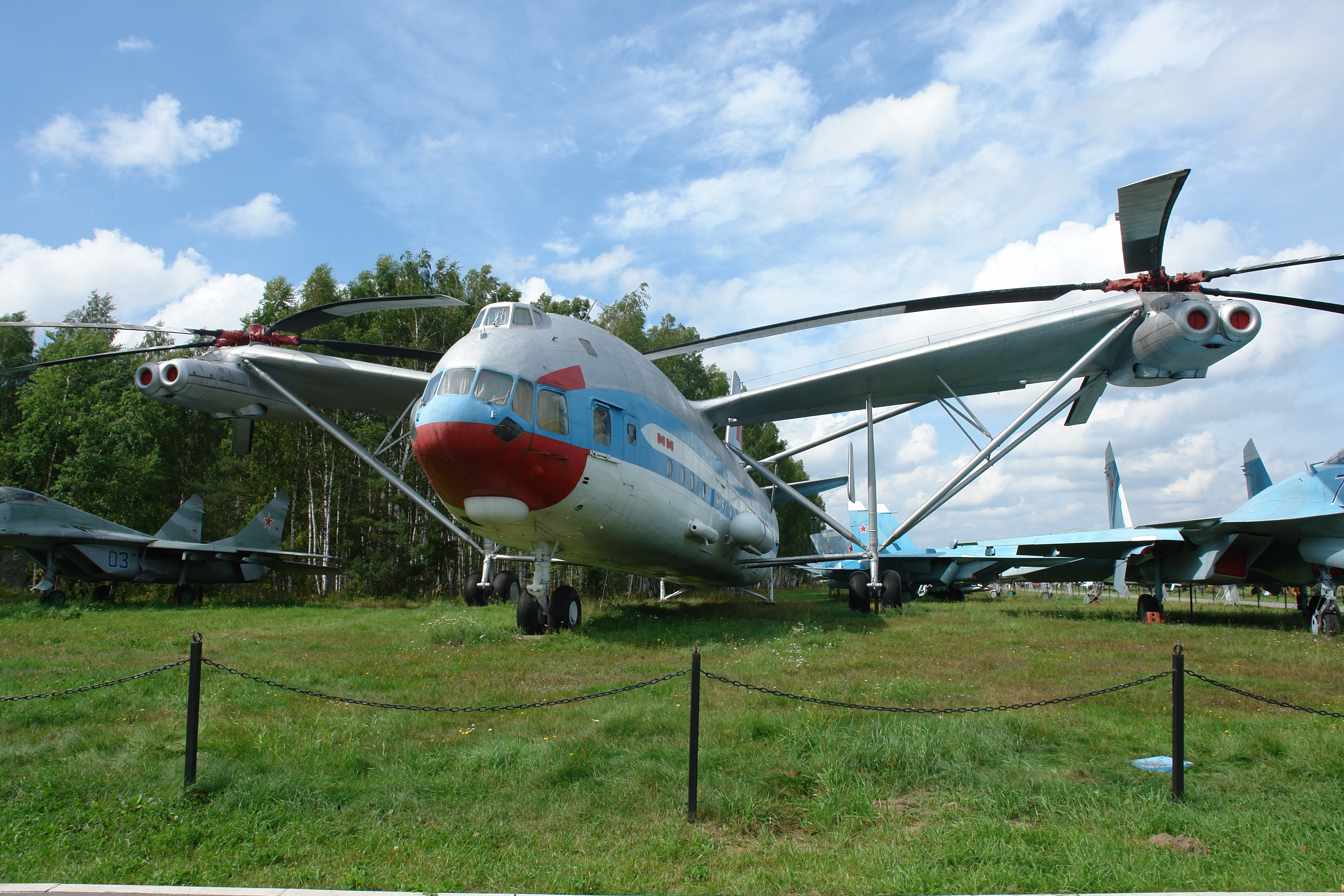
Mil Mi-12.